# Велополо
Велополо (англ. velopolo від лат. velox — швидкий і англ. polo) — спортивна командна гра в м'яч на велосипедах, аналогічна до кінного поло.

## Історія виникнення гри
Гру було винайдено в ХІХ столітті офіцерами британської армії в Індії. Спочатку у велополо грали лише чоловіки, а з 1930 року до гри долучилися й жінки.

## Види гри
Розрізняють чоловіче, жіноче та змішане велополо.

## Екіпірування спортсменів
До обов'язкових елементів екіпірування входять велошолом та дерев'яна ключка.

## Правила гри
- Команда складається з чотирьох учасників. При цьому ознакою майстерності спортсменів вважається гарне володіння м'ячем, вміння діяти в команді і правильно розподіляти сили під час гри;
- виграє та команда, яка заб'є більшу кількість м'ячів у ворота суперника;
- у грі використовуються повстяні м'ячі діаметром 10 см;
- зупиняти м'яч дозволяється з допомогою коліс велосипеда;
- бити по м'ячу колесами заборонено[2];
- для ударів по м'ячу використовується спеціальна паличка з дерев'яним молоточком на кінці[3].